# فرينكي دي يونغ
فرينكي دي يونغ (بالهولندية: Frenkie de Jong) (مواليد 12 مايو 1997) هو لاعب كرة قدم هولندي يلعب كلاعب وسط مع نادي برشلونة في الدوري الإسباني ومنتخب هولندا. معروف بمراوغته وذكاءه وقدرته في السيطرة على الكرة، ومدى تنوع تمريراته.
ولد دي يونغ في مدينة خوريكوم، وبدأ مسيرته المهنية مع نادي فيلم 2 تيلبورغ في عام 2015، لكنه انتقل إلى أياكس مقابل رسوم انتقال بلغت 1 يورو في العام التالي. في العاصمة الهولندية، شارك لأول مرة كلاعب خط وسط دفاعي، ليثبت نفسه كواحد من أفضل اللاعبين الشباب في أوروبا. في يوليو 2019، انتقل إلى نادي برشلونة الإسباني، بعد أن وافق على التوقيع معهم في صفقة انتقال بلغت قيمتها المبدئية 75 مليون يورو.
في سبتمبر 2018، شارك دي يونغ في أول مباراة دولية له مع هولندا.

## مسيرته الكروية

### فيلم تو تيلبورغ
ولد دي يونغ في خوريكوم، جنوب هولندا. وهو خريجي أكاديمية الشباب لنادي فيلم 2 تيلبورغ. في 10 مايو 2015، شارك لأول مرة في الدوري الهولندي الممتاز ضدّ أدو دين هاغ بعد دخوله كبديل عن تيريل أوندان في مباراة الفوز 1–0 على أرضه.

### أياكس
في صيف عام 2015، انضم دي يونغ إلى نادي أياكس. ثم ساهم في وصول أياكس إلى نهائي الدوري الأوروبي 2017. بزغ نجمه خلال موسم 2016–17 مع أياكس وحصل على جائزة موهبة الموسم في الدوري الهولندي الدرجة الثانية.
في بداية الموسم، في 22 أغسطس 2015، أشترى أياكس دي يونغ بموجب عقد مدته أربع سنوات، مقابل مليون يورو شمل مكافأة إعادة بيع بنسبة 10٪. في 23 أغسطس 2015، تم إعادته إلى فيلم تو تيلبورغ حتى 31 ديسمبر 2015. ولعب في مباراة الدوري الهولندي الممتاز ضد بي إي سي زفوله. كان بديل ولم يشارك في أربع مباريات.

#### 2016–19: شباب أياكس وبزوغ نجمه
بعد العودة إلى أياكس في يناير، 2016، شارك دي يونغ في 15 مباراة في الدوري الهولندي الدرجة الثانية 2015–16. لعب بشكل أساسي، كلاعب خط وسط. سجل هدفين ومرر ثلاثة تمريرات حاسمة. كان يتناوب بين الرقم 10 و8 و6 على قميصه.
حصل على جائزة «موهبة الموسم» في الدوري الهولندي الدرجة الثانية 2016–17 عن أداءه مع شباب أياكس. لعب 31 مباراة في الفريق ولعب كلاعب وسط ودفاعي. سجل دي يونغ ستة أهداف ومرر ثمانية تمريرات حاسمة وحصل على بطاقتين صفراء. شارك لأول مرة مع فريق أياكس الأول ضد سبارتا روتردام في الدقيقة 88 كبديل عن لاسه شونه. في الإجمالي، شارك في أربعة من مباريات مع الفريق الأول لأياكس، وسجل هدفاً واحداً ضد غو أهد إيغلز. شارك كأساسي في مباراة واحدة، ودخل من مقاعد البدلاء ثلاث مرات، وكان بديل لم يشارك في 13 مباراة. كما لعب لأول مرة في أوروبا ولعب أربعة مباريات كبديل في الدوري الأوروبي، بما في ذلك لعب 8 دقائق بعد دخوله من مقاعد البدلاء ضد مانشستر يونايتد في نهائي الدوري الأوروبي 2017. كان بديل لم يشارك في ثلاث مباريات في الدوري الأوروبي.
في عمر الـ20، شارك دي يونغ في مباراته رقم 26 مع الفريق الأول. في البداية، شارك في مركز قلب الدفاع، إلى جانب زميله في الفريق ماتيس دي ليخت. ومع بداية الموسم شارك في خط الوسط. حيث مرر 8 تمريرات في 22 مباراة في الدوري وحصل على بطاقتين صفراء. مع نهاية الموسم تعرض للإصابة —التهاب الأوتار، تمزق الأربطة المتلازمية، صدع شعري في عظم الساق— وغاب لثلاثة أشهر. شارك في مباراتين كبديل في التصفيات المؤهلة لدوري أبطال أوروبا، حيث خسر اياكس خارج أرضه أمام نيس (3–3) في الجولة الثالثة من التصفيات.
لقد لعب بشكل أساسي كلاعب خط وسط. كان دي يونغ لاعب الشهر في الدوري الهولندي الممتازلشهر ديسمبر 2018 وفبراير 2019. في فبراير 2019، أكمل 354 من 390 تمريرة واستعاد 53 كرة.
قام دي يونغ بدور البطولة في فوز أياكس 0–1 على توتنهام هوتسبير في نصف نهائي دوري أبطال أوروبا 2018–19.

### برشلونة
في 23 يناير 2019، أعلن نادي برشلونة الإسباني عن التوقيع مع دي يونغ على عقد مدته خمس سنوات، اعتبارًا من 1 يوليو 2019، مقابل رسوم انتقال بلغت 75 مليون يورو. في 16 أغسطس، لعب أول مباراة رسمية له مع برشلونة في الهزيمة 1–0 أمام أتلتيك بيلباو. أجرى دي يونج مناقشات بشأن الانتقال إلى باريس سان جيرمان ومانشستر سيتي ومانشستر يونايتد قبل اختياره لبرشلونة في النهاية.
لعب De Jong في المقام الأول كلاعب خط وسط. في أول 12 مباراة له في الدوري، سجل هدف وصنع هدف في نفس المباراة – ضد فالنسيا في 14 سبتمبر 2019، على ملعب كامب نو. كانت تمريرته الأولى لأنسو فاتي في الدقيقة الثانية، ثم صنع فاتي هدف دي يونج في الدقيقة السابعة.
لعب دورًا حاسمًا في فوز برشلونة بنهائي كأس ملك إسبانيا 2021 4–0 على أتلتيك بيلباو، حيث صنع هدف أنطوان غريزمان الأول في الدقيقة 60، ليسجل بنفسه في الدقيقة 63، كما صنع أيضًا هدف ليونيل ميسي في الدقيقة 68.

## مسيرته الدولية
خلال مسيرته المهنية مع الفئات السنية، شارك دي يونغ في 22 مباراة لمختلف فرق الشباب الهولندية. في 10 يوليو 2015، شارك لأول مرة مع منتخب هولندا تحت 19 سنة ضد ألمانيا. في 6 سبتمبر 2018، شارك دي يونغ في أول مباراة دولية له مع المنتخب الهولندي الأول في الفوز الودي أمام بيرو. سرعان ما أصبح لاعبًا أساسياً مع هولندا، حيث شارك تقريبًا في كل مباريات تصفيات بطولة أمم أوروبا 2020، ودوري الأمم الأوروبية 2018–19.

## حياته الشخصية
التقى دي يونغ مع زوجته الحالية ميكي كيميني في مدرسته الثانوية في تيلبورخ في عام 2013، بينما كان في أكاديمية فيلم تو تيلبورغ للشباب. لديه أيضًا أخ أصغر يُدعى يوري.

## الإحصائيات

### النادي
آخر تحديث 17 أبريل 2021.
| النادي         | الموسم   | الدوري                         | الدوري | الدوري  | الكأس  | الكأس   | قاري1  | قاري1   | أخرى2  | أخرى2   | المجموع | المجموع |
| النادي         | الموسم   | الدرجة                         | الظهور | الأهداف | الظهور | الأهداف | الظهور | الأهداف | الظهور | الأهداف | الظهور  | الأهداف |
| -------------- | -------- | ------------------------------ | ------ | ------- | ------ | ------- | ------ | ------- | ------ | ------- | ------- | ------- |
| فيلم 2 تيلبورغ | 2014–15  | الدوري الهولندي                | 1      | 0       | 0      | 0       | —      | —       | —      | —       | 1       | 0       |
| فيلم 2 تيلبورغ | 2015–16  | الدوري الهولندي                | 1      | 0       | 1      | 0       | —      | —       | —      | —       | 2       | 0       |
| فيلم 2 تيلبورغ | المجموع  | المجموع                        | 2      | 0       | 1      | 0       | —      | —       | —      | —       | 3       | 0       |
| شباب أياكس     | 2015–16  | الدوري الهولندي الدرجة الثانية | 15     | 2       | —      | —       | —      | —       | —      | —       | 15      | 2       |
| شباب أياكس     | 2016–17  | الدوري الهولندي الدرجة الثانية | 31     | 6       | —      | —       | —      | —       | —      | —       | 31      | 6       |
| شباب أياكس     | المجموع  | المجموع                        | 46     | 8       | —      | —       | —      | —       | —      | —       | 46      | 8       |
| أياكس          | 2016–17  | الدوري الهولندي                | 4      | 1       | 3      | 0       | 4      | 0       | 0      | 0       | 11      | 1       |
| أياكس          | 2017–18  | الدوري الهولندي                | 22     | 0       | 2      | 0       | 2      | 0       | 0      | 0       | 26      | 0       |
| أياكس          | 2018–19  | الدوري الهولندي                | 31     | 4       | 4      | 0       | 17     | 0       | 0      | 0       | 52      | 4       |
| أياكس          | المجموع  | المجموع                        | 57     | 5       | 9      | 0       | 23     | 0       | 0      | 0       | 89      | 5       |
| برشلونة        | 2019–20  | الدوري الإسباني                | 29     | 2       | 3      | 0       | 9      | 0       | 1      | 0       | 42      | 2       |
| برشلونة        | 2020–21  | الدوري الإسباني                | 30     | 3       | 5      | 3       | 7      | 0       | 2      | 1       | 44      | 7       |
| برشلونة        | المجموع  | المجموع                        | 59     | 5       | 8      | 3       | 16     | 0       | 3      | 1       | 86      | 9       |
| الإجمالي       | الإجمالي | الإجمالي                       | 164    | 18      | 18     | 3       | 39     | 0       | 3      | 1       | 224     | 22      |

1 تشمل مباريات دوري أبطال أوروبا والدوري الأوروبي.
2 تشمل كأس السوبر الهولندي والمباريات الفاصلة في الدوري الهولندي.

### الدولية
آخر تحديث 30 مارس 2021.
| المنتخب الوطني | العام   | الظهور | الأهداف |
| -------------- | ------- | ------ | ------- |
| هولندا         |         |        |         |
| 2018           | 5       | 0      |         |
| 2019           | 10      | 1      |         |
| 2020           | 7       | 0      |         |
| 2021           | 3       | 0      |         |
| المجموع        | المجموع | 25     | 1       |

اعتبارًا من المباراة التي أقيمت في 15 نوفمبر 2020. قائمة الأهداف والنتائج مع منتخب هولندا الأول.
| # | التاريخ       | المكان                           | الخصم   | الهدف | النتيجة | المسابقة                     |
| - | ------------- | -------------------------------- | ------- | ----- | ------- | ---------------------------- |
| 1 | 6 سبتمبر 2019 | ملعب فولكسبارك, هامبورغ, ألمانيا | ألمانيا | 1–1   | 4–2     | تصفيات بطولة أمم أوروبا 2020 |

## الإنجازات
أياكس
- الدوري الهولندي الممتاز (1): 2018–19
- كأس هولندا (1): 2018–19
- الدوري الأوروبي الوصيف: 2016–17[27]

برشلونة
- الدوري الإسباني (2): 2022–23، 2024—25
- كأس ملك إسبانيا (2): 2020–21، 2024–25
- كأس السوبر الإسباني (2): 2022–23، 2024–25

الفردية
- الدوري الهولندي الدرجة الثانية موهبة الموسم (1): 2016–17[11]
- لاعب الشهر في الدوري الهولندي (1): ديسمبر 2018، فبراير 2019[بحاجة لمصدر]
- الدوري الهولندي لاعب الموسم (1): 2018–19[28]
- الدوري الهولندي تشكيلة الموسم (1): 2018–19[28]
- دوري أبطال أوروبا تشكيلة الموسم (1): 2018–19[29]
- جوائز الاتحاد الأوروبي لكرة القدم (1): 2018–19[30]
- جائزة أفضل لاعب هولندي شاب (1): 2018–19[31]
- دوري الأمم الأوروبية أفضل لاعب شاب في نهائيات البطولة (1): 2019[32]
- نهائيات دوري الأمم الأوروبية فريق البطولة (1): 2019[33]

## وصلات خارجية
- فرينكي دي يونغ على موقع الاتحاد الدولي (مؤرشف)  (الإنجليزية)
- فرينكي دي يونغ على موقع الاتحاد الأوربي (الإنجليزية)
- فرينكي دي يونغ على موقع إي إس بي إن إف سي (الإنجليزية)
- فرينكي دي يونغ على موقع قاعدة بيانات كرة القدم.إي يو (الإنجليزية)
- فرينكي دي يونغ على موقع ليكيب (الفرنسية)
- فرينكي دي يونغ على موقع ناشيونال فوتبول تيمز (الإنجليزية)
- فرينكي دي يونغ على موقع Soccerbase.com (لاعب) (الإنجليزية)
- فرينكي دي يونغ على موقع Soccerway.com (الإنجليزية)
- فرينكي دي يونغ على موقع عالم كرة القدم.نت (الإنجليزية)
- فرينكي دي يونغ على موقع AS.com (الإسبانية)